# Landbouw in Oekraïne
De landbouw in Oekraïne is een van de belangrijkste economische sectoren van het land. Het gaat om 30-40 miljoen hectare landbouwgrond, net zo veel als Duitsland en Frankrijk samen. Het merendeel van deze grond bestaat uit zwarte aarde, een humusrijke grondsoort die zeer vruchtbaar is. Wintertarwe, zomergerst en maïs zijn de belangrijkste graangewassen en zonnebloemen en suikerbieten zijn de belangrijkste voor industriële verwerking geteelde gewassen. Het land is al lange tijd een van de grootste landbouwexporteurs ter wereld. Voor tarwe, suikerbieten, koolzaad, komkommer, rogge, gerst en walnoten behoorde het in 2020 tot de top 10 van landbouw-exporterende landen  en voor aardappelen, boekweit,  kool, mais, pompoen, wortelen en zonnebloemolie zelfs tot de top 5. Voor West-Europa is Oekraïne een belangrijke (vee)voedselleverancier. 
De landbouw heeft in de 20e  en 21e eeuw  enkele keren te maken gehad met grote veranderingen. Met name de collectivisering van de landbouw in de jaren 1930 en de privatisering aan het eind van de 20ste eeuw hadden grote gevolgen. Ook de inval van Rusland in 2022 had grote invloed, omdat de productie in delen van land veel minder was.

## Opkomst en afschaffing van Sovjetlandbouw
In de jaren 1930 werd de landbouw onder druk van Jozef Stalin collectief van karakter, ondanks verzet van de Oekraïense boeren. Door deze hervorming ontstonden grote staatsboerderijen en collectieve boerderijen. Aan het eind van de jaren 1990 vond een moderneringsslag plaats. Na de val van de Sovjet-Unie werd de grond verdeeld onder 7 miljoen Oekraïners waardoor het bezit zeer versnipperd raakte. Veel grond bleef echter in handen van de staat. De Oekraïners verpachtten de grond veelal aan nieuwe particuliere landbouworganisaties. Door het wegvallen van de staatssteun aan particuliere boeren kreeg de landbouw met dalende productiecijfers te maken. De al krimpende veestapel kromp verder, het areaal landbouwgrond nam af en  de graanproductie  zakte met 50%. Er was geen geld om te investeren in moderne machines. Alleen de verbouw van zonnebloemen bleef op peil. Tegelijk begonnen boeren andere gewassen te verbouwen en werd in bepaalde sectoren de efficiëntie vergroot.

## Gewassen
Vrijwel alle in Oekraïne verbouwde tarwe is wintertarwe. Na een terugloop van de tarweoogst in de jaren negentig nam de oogst daarna weer toe. Gerst vormt  het belangrijkste voedergraan in Oekraïne  waarvan meer dan 90 procent uit zomergerst bestaat. Maïs is het derde belangrijke voedergraan in Oekraïne. Meer dan de helft van de mais wordt gebruikt voor kuilvoer. Van de rest wordt het meeste gebruikt voor pluimvee- en varkensvoer. Zonnebloem is het belangrijkste oliezaadgewas van Oekraïne en is al langere tijd het meest winstgevende gewas. 
Van oorsprong werden zonnebloemen niet meer dan eens in de zeven jaar op hetzelfde veld geteeld om zo schimmelziekten tegen te gaan en de bodemvruchtbaarheid op peil te houden. Later is de teelt intensiever geworden. De suikerbietenproductie en het -areaal daalden tussen 1994 en 2003 met de helft. Op percelen van particuliere huishoudens nam het areaal suikerbieten toe.
Boerenbedrijven gebruiken  verschillende gewasrotatieschema's, soms met 2 soms met 4 of meer gewassen. Een voorbeeld van zo’n rotatieschema is braak, wintertarwe, wintertarwe, zonnebloemen, zomergerst en maïs. Braak wordt gebruikt om het vochtgehalte op peil te brengen. Soms wordt enige jaren achter elkaar eenzelfde gewas geteeld, met name luzerne.

## Na 2000
Vanwege ongewenste effecten van de eerste landbouwhervorming na het wegvallen van de Sovjet-Unie werd in 2002 om het opkopen van landbouwgrond aan oligarchen op grote schaal een halt toe te roepen een moratorium voor verkoop van landbouwgrond ingesteld.  In 2020  werd mede onder druk van het  IMF, die alleen geld  wilde geven als de landbouw  hervormd werd het weer mogelijk om  agrarisch land te verkopen, zij het tijdelijk (tot 1 januari 2024) onder voorwaarden zoals een maximale grootte van 100 ha. De hervorming van 2020 is echter omstreden. Inmiddels is de productie van granen en oliehoudende zaden steeds meer in handen gekomen van  grote landbouwbedrijven die na 2000 zijn opgericht. De  omschakeling naar een meer marktgerichte omgeving lijkt relatief goed gelukt, maar veel kleinere bedrijven  zijn verdwenen of zullen verdwijnen. De bestaande kleinere bedrijven kampen veelal met financiële problemen  die vaak opgelost worden door  een investeerder aan te trekken die kennis van de markt en kapitaal heeft. Het effect is dat boeren de controle kwijt raken over hun bedrijf.
Volgens sommige onderzoekers zou in 2024 ongeveer 28% van het landbouwareaal in handen zijn gekomen van buitenlandse investeerders zoals NCH Capital, Vanguard Group, Kopernik Global Investors, BNP_Asset Management Holding, NN Investment Partners Holdings, eigendom van Goldman Sachs, en Norges Bank Investment Management.

## Oorlog
Door de invasie van Rusland in 2022  is de productie, verwerking en export van landbouwgewassen sterk teruggevallen. Geschat wordt dat de productie van mais en tarwe circa 20% minder is dan in het laatste jaar voor de oorlog, maar het areaal dat niet gebruikt kan worden voor landbouwproductie varieert per regio.Behalve productie, hebben ook opslag en transport van landbouwproducten  te lijden onder de oorlog.  